# Holiare
Holiare (Hongaars:Gellér) is een Slowaakse gemeente in de regio Nitra, en maakt deel uit van het district Komárno.
Holiare telt 413 inwoners.

## Foto's

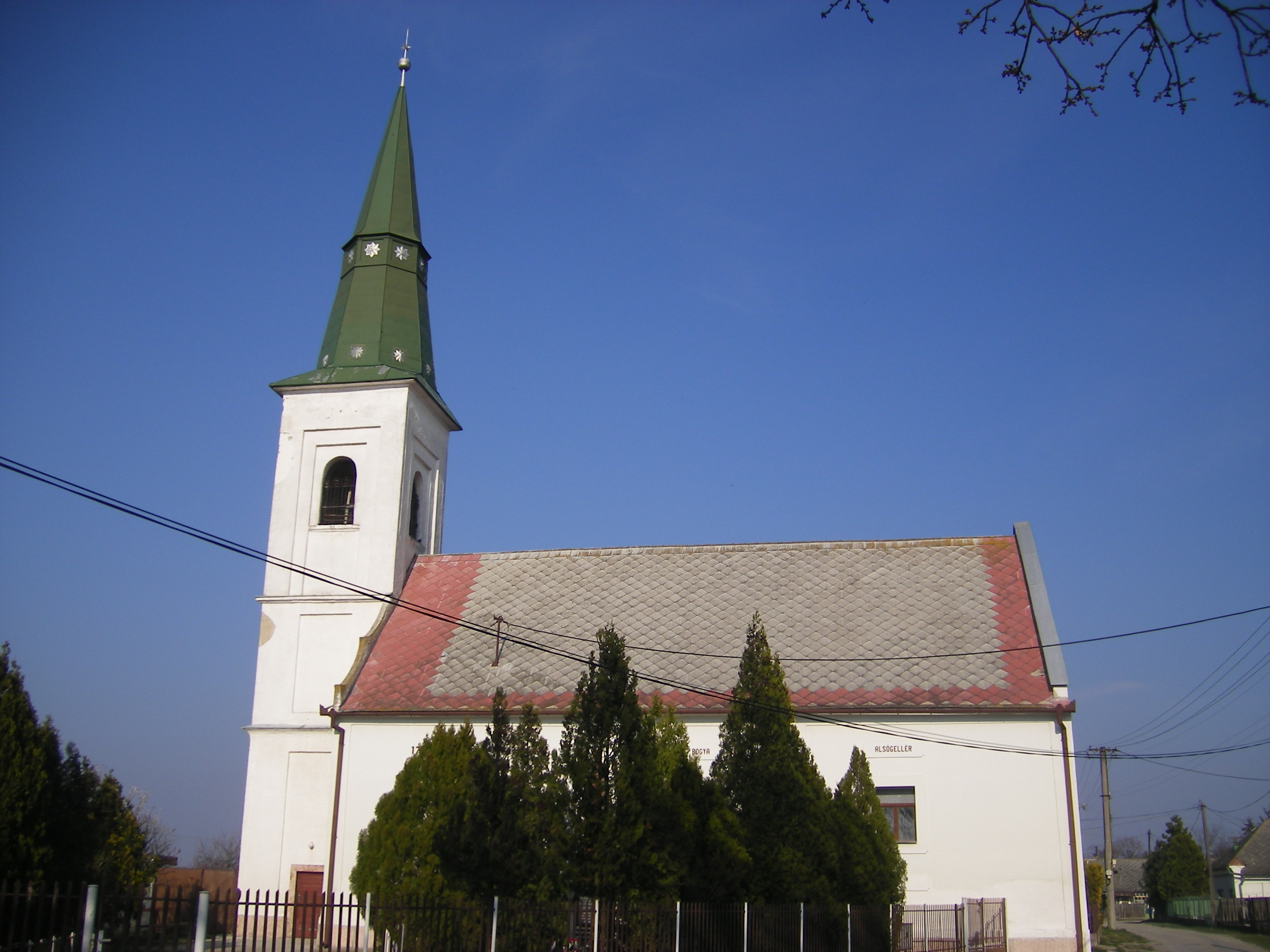
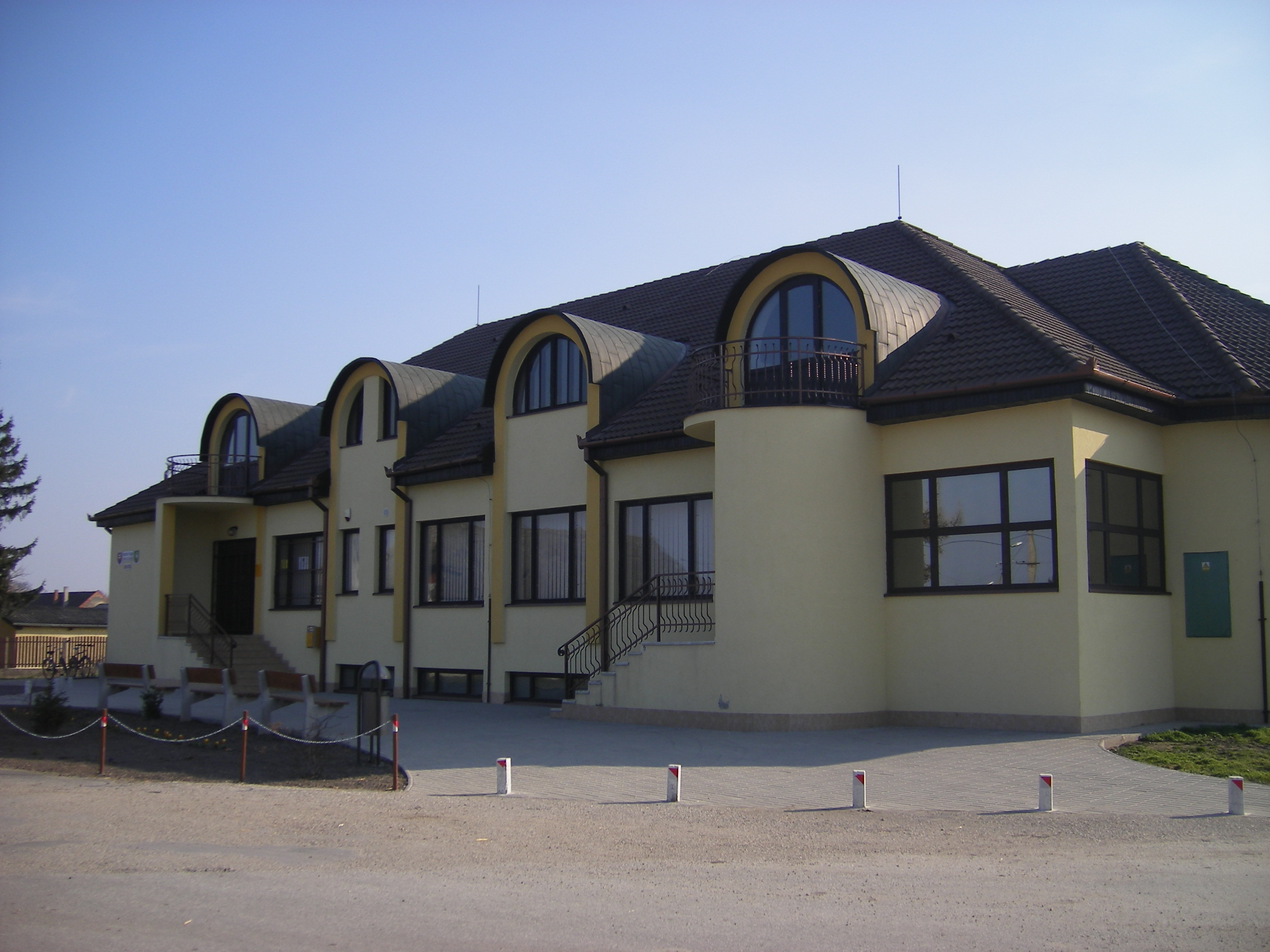